# Deportes ecuestres en los Juegos Olímpicos de Ámsterdam 1928
Los deportes ecuestres en los Juegos Olímpicos de Ámsterdam 1928 se realizaron en dos sedes: Hilversum (doma y concurso completo) y el Estadio Olímpico (salto) de Ámsterdam del 8 al 12 de agosto de 1928.
En total se disputaron en este deporte seis pruebas diferentes en las disciplinas de doma, salto de obstáculos y concurso completo, en las categorías individual y por equipos. El programa de competiciones fue modificado en relación con la edición pasada, se añadió la prueba de doma por equipos.

## Medallistas
| Evento                                         | Oro | Plata                                                                                                 | Bronce |
| ---------------------------------------------- | --- | --- | --- |
| Doma individual (10-11 de agosto)              | Carl-Friedrich von Langen (Draufgänger) · Alemania · 237,42 pts.                                                                           | Charles Marion (Linon) · Francia · 231,00 pts.                                                        | Ragnar Olson (Günstling) · Suecia · 229,78 pts.                                                                 |
| Doma por equipos (10-11 de agosto)             | Carl-Friedrich von Langen (Draufgänger) · Hermann Linkenbach (Gimpel) · Eugen von Lotzbeck (Caracalla) · Alemania · 669,72                 | Ragnar Olson (Günstling) · Janne Lundblad (Blackmar) · Carl Bonde (Ingo) · Suecia · 650,86            | Jan van Reede (Hans) · Pierre Versteegh (His Excellence II) · Gerard le Heux (Valérine) · Países Bajos · 642,96 |
| Salto de obstáculos individual (12 de agosto)  | František Ventura (Eliot) · Checoslovaquia · 0                                                                                             | Pierre Bertran de Balanda (Papillon) · Francia · 2                                                    | Charles-Gustave Kuhn (Pepita) · Suiza · 4                                                                       |
| Salto de obstáculos por equipos (12 de agosto) | José Navarro Morenés (Zapatazo) · José Álvarez de Bohorques (Zalamero) · Julio García Fernández (Revistade) · España · 4                   | Kazimierz Gzowski (Mylord) · Kazimierz Szosland (Alli) · Michał Antoniewicz (Readgledt) · Polonia · 8 | Karl Hansen (Gerold) · Carl Björnstjerna (Kornett) · Ernst Hallberg (Loke) · Suecia · 10                        |
| Concurso completo individual (8-11 de agosto)  | Charles Pahud de Mortanges (Marcroix) · Países Bajos ·                                                                                     | Gerard de Kruijff (Va-T'en) · Países Bajos ·                                                          | Bruno Neumann (Ilja) · Alemania ·                                                                               |
| Concurso completo por equipos (8-11 de agosto) | Charles Pahud de Mortanges (Marcroix) · Gerard de Kruijff (Va-T'en) · Adolf van der Voort van Zijp (Silver Piece) · Países Bajos · 5865,68 | Bjart Ording (And Over) · Arthur Qvist (Hidalgo) · Eugen Johansen (Baby) · Noruega · 5395,68          | Michał Antoniewicz (Moja Miła) · Józef Trenkwald (Lwi Pazur) · Karol Rómmel (Doneuse) · Polonia · 5067,92       |

## Medallero
| Núm. | País           | Oro | Plata | Bronce | Total |
| ---- | -------------- | --- | ----- | ------ | ----- |
| 1    | Países Bajos   | 2   | 1     | 1      | 4     |
| 2    | Alemania       | 2   | 0     | 1      | 3     |
| 3    | Checoslovaquia | 1   | 0     | 0      | 1     |
| 3    | España         | 1   | 0     | 0      | 1     |
| 5    | Francia        | 0   | 2     | 0      | 2     |
| 6    | Suecia         | 0   | 1     | 2      | 3     |
| 7    | Polonia        | 0   | 1     | 1      | 2     |
| 8    | Noruega        | 0   | 1     | 0      | 1     |
| 9    | Suiza          | 0   | 0     | 1      | 1     |
|      | TOTAL          | 6   | 6     | 6      | 18    |